# Лукачич, Мария
Мария Лукачич (словен. Marija Lukačič, род. 10 августа 1949 года, Лютомер, ФНРЮ) — словенская женщина-политик. Член Словенской демократической партии. Министр сельского хозяйства, лесного хозяйства и продовольствия в первом кабинете Янши во главе с премьер-министром Янезом Яншой, сформированном 3 декабря 2004 года. Ушла в отставку 6 марта 2007 года. Её сменил Изток Ярц.